# Bolschoi Kamen
Bolschoi Kamen (russisch Большо́й Ка́мень) ist eine geschlossene Stadt in der Region Primorje (Russland) mit 41.825 Einwohnern (Stand 1. Oktober 2021).

## Geographie
Die Stadt liegt an der Ostküste der Ussuribucht des Japanischen Meeres, in Luftlinie etwa 40 km östlich der Regionshauptstadt Wladiwostok. Per Straße sind es bis Wladiwostok 130 Kilometer.
Die Stadt Bolschoi Kamen ist der Region administrativ direkt unterstellt, hat den Status eines Geschlossenen administrativ-territorialen Gebildes („Geschlossene Stadt“) und ist zugleich Verwaltungszentrum des Rajons Schkotowo.
Nach Bolschoi Kamen führt eine Eisenbahnstrecke (nur Güterverkehr), die bei Smoljaninowo von der Transsib-Zweigstrecke nach Nachodka abzweigt und weiter nach Fokino führt.

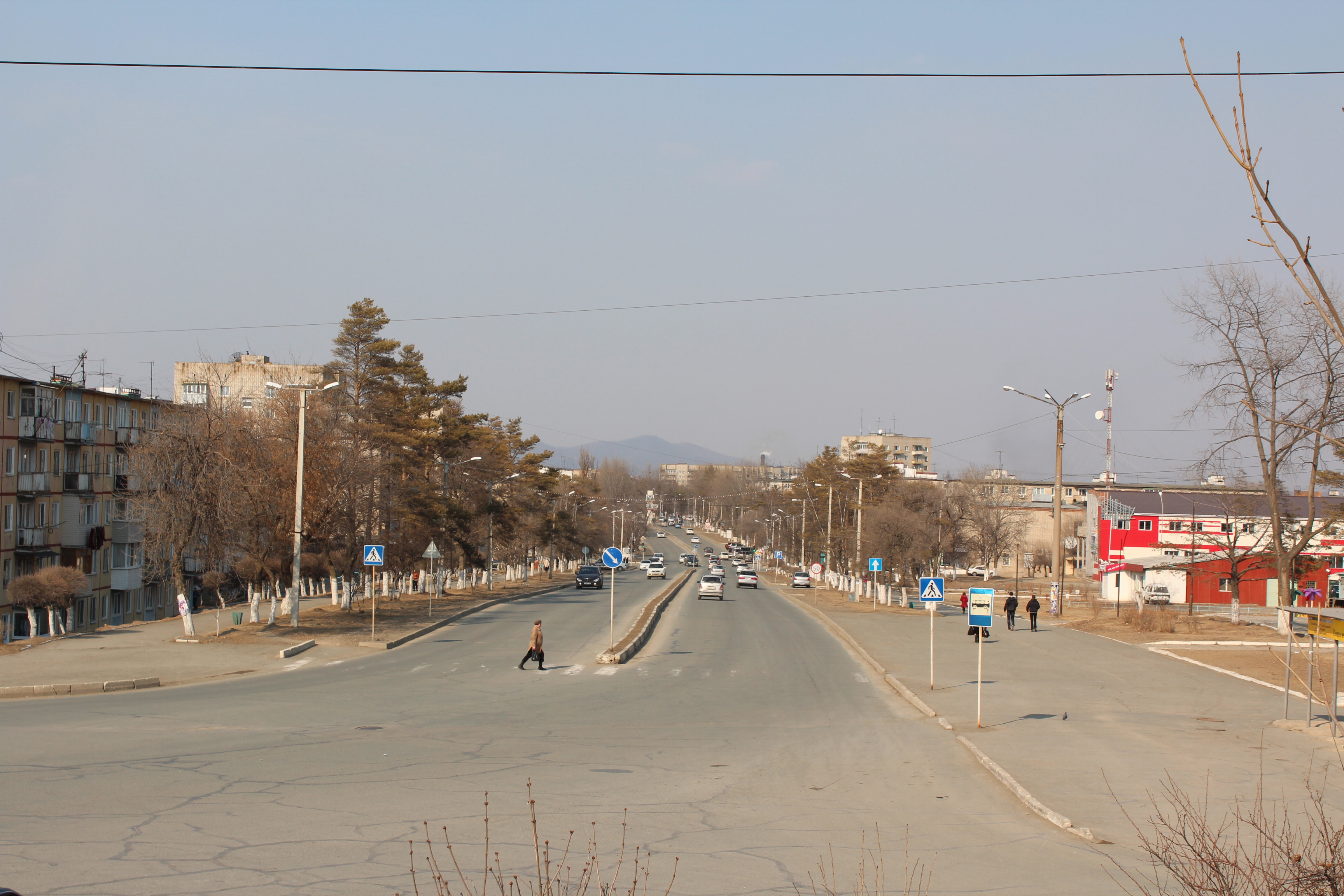
Straße in Bolschoi Kamen
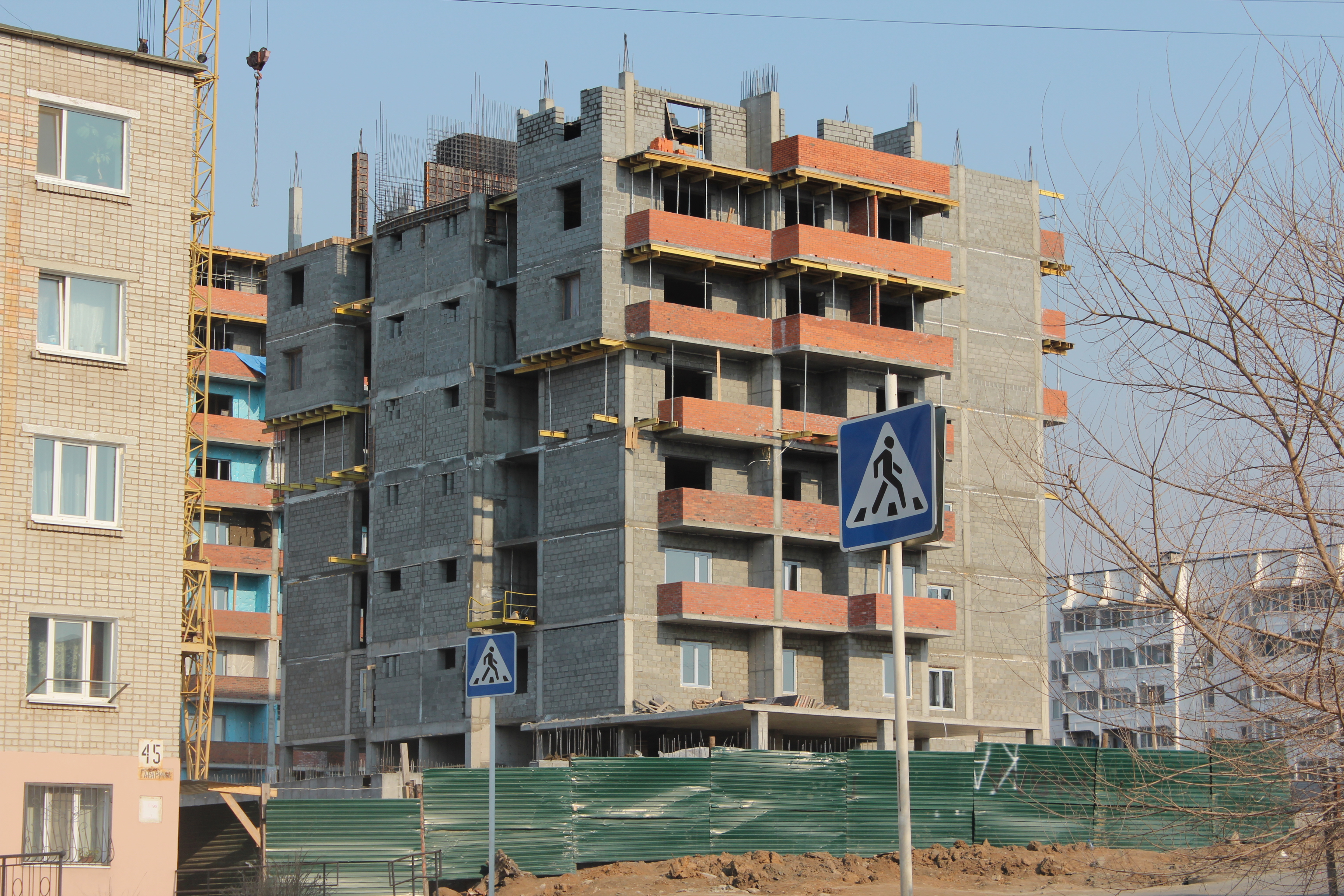
Bau eines Wohnhauses
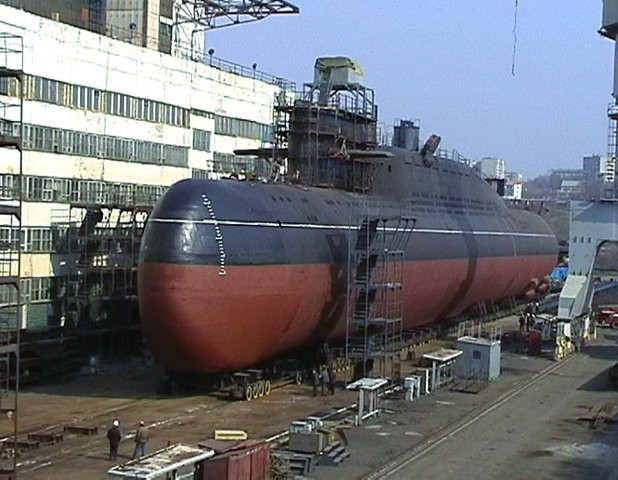
Atom-U-Boot K-433 der Delta-III-Klasse in Bolschoi Kamen

## Geschichte
Bolschoi Kamen (russisch für „Großer Stein“) entstand ab 1947 als militärischer Flottenstützpunkt. 1956 wurde der Status Siedlung städtischen Typs und am 31. August 1989 Stadtrecht verliehen.
In dieser Zeit wurden die Bestimmungen für den zuvor geheimen Ort gelockert, es gab Pläne zur Errichtung eines zivilen Seehafens, die jedoch mit der erneuten Einstufung als Geschlossene Stadt am 19. Juli 1996 zunichtegemacht wurden. In den 1990er Jahren standen die Schiffsreparaturbetriebe faktisch still, was zu einem erheblichen Bevölkerungsrückgang durch Abwanderung führte.
Bevölkerungsentwicklung
| Jahr | Einwohner |
| ---- | --------- |
| 1959 | 7.788     |
| 1970 | 27.828    |
| 1979 | 35.219    |
| 1989 | 65.621    |
| 2002 | 38.394    |
| 2010 | 39.257    |
| 2021 | 41.825    |

Anmerkung: Volkszählungsdaten

## Wirtschaft
Bolschoi Kamen ist heute einer der Hauptstützpunkte der Russischen Pazifikflotte. Die Wirtschaft ist von Unternehmen für Bau, Wartung und Versorgung von Atom-U-Booten und anderen Schiffen geprägt, deren wichtigstes das 1954 gegründete Fernöstliche Werk „Stern“ (Дальневостосточный завод (ДВС) „Звезда“/ Dalnewostotschny sawod (DWS) „Swesda“) ist. Probleme mit radioaktiven Abfällen werden unter anderem seit 2001 mit dem Arbeitsschiff Landisch bekämpft, das in Bolschoi Kamen beheimatet ist.

## Söhne und Töchter der Stadt
- Sergei Darkin (* 1963), Politiker[2][3]
- Galina Tjunina (* 1967), Schauspielerin
- Dawid Bedschanjan (* 1988), Gewichtheber
- Pawel Dedunow (* 1990), Eishockeyspieler
- Wladislaw Sarweli (* 1997), Fußballspieler